# پیتزا داود
پیتزا داود یک رستوران فست‌فود در تهران و قدیمی‌ترین پیتزافروشی تهران است. این پیتزافروشی که در خیابان نوفل لوشاتو در کوچهٔ لولاگر قرار دارد در سال ۱۳۴۰ تأسیس شده‌است.

## بنیان‌گذار
بنیان‌گذار این رستوران داود فرجی‌پور معروف به عمو داود بود که در آذر ۱۴۰۰ درگذشت. خبر درگذشت او در مطبوعات بازتاب گسترده‌ای داشت.